# تورلا (بدافزار)
تورلا (به انگلیسی: Turla) یا اوروبوروس (به انگلیسی: Uroboros) یک بسته تروجان است که توسط پژوهشگرانامنیت رایانه و افسران اطلاعاتی غربی مشکوک به محصول یک آژانس دولتی روسیه به همین نام است.

## بدافزار
تورلا حداقل از سال ۲۰۰۸ دولت‌ها و ارتش‌ها را هدف قرار داده‌است.
در دسامبر ۲۰۱۴ شواهدی مبنی بر هدف قرار دادن سیستم عامل‌های لینوکس وجود داشت.